# Bosco di Santo Pietro
Bosco di Santo Pietro este o arie protejată (arie specială de conservare — SAC, sit de importanță comunitară — SCI) din Italia întinsă pe o suprafață de 7.236 ha, integral pe uscat.

## Localizare
Centrul sitului Bosco di Santo Pietro este situat la coordonatele 37°06′28″N 14°30′17″E / 37.107778°N 14.504722°E.

## Înființare
Situl Bosco di Santo Pietro a fost declarat sit de importanță comunitară în septembrie 1995 pentru a proteja 1 specie de plante și 16 specii de animale. Situl a fost protejat și ca arie specială de conservare în decembrie 2015.

## Biodiversitate
Situată în ecoregiunea mediteraneană, aria protejată conține 9 habitate naturale: Iazuri temporare mediteraneene, Tufărișuri halo-nitrofile (Pegano-Salsoletea), Păduri de Quercus ilex și Quercus rotundifolia, Tufărișuri termo-mediteraneene și de pre-deșert, Dune cu vegetație ierboasă Malcolmietalia, Galerii și tufărișuri riverane sudice (Nerio-Tamaricetea și Securinegion tinctoriae), Păduri de Quercus suber, Galerii de Salix alba și de Populus alba, Pseudostepă cu ierburi și specii anuale de Thero-Brachypodietea.
La baza desemnării sitului se află mai multe specii protejate:
- plante (1): Ophrys lunulata
- păsări (14): Alectoris graeca whitakeri, pasărea ogorului (Burhinus oedicnemus), caprimulg (Caprimulgus europaeus), barză albă (Ciconia ciconia), șerpar (Circaetus gallicus), dumbrăveancă (Coracias garrulus), Falco naumanni, acvilă pitică (Hieraaetus pennatus), stârc pitic (Ixobrychus minutus), sfrâncioc cu cap roșu (Lanius senator), ciocârlie de pădure (Lullula arborea), gaia neagră (Milvus migrans), muscar sur (Muscicapa striata), silvie de tufiș (Sylvia undata)
- reptile (2): țestoasă bănățeană (Testudo hermanni), elaphe situla (Zamenis situla)

Pe lângă speciile protejate, pe teritoriul sitului au mai fost identificate 32 de specii de plante, 3 specii de păsări, 5 specii de amfibieni, 1 specie de mamifere, 37 de specii de nevertebrate, 11 specii de reptile.